# Sylvia Earleová
Sylvia Alice Earleová (rozená Readeová, nepřechýleně Earle, Reade; * 30. srpna 1935 Gibbstown, New Jersey, USA) je americká mořská bioložka, oceánografka, objevitelka, botanička a lektorka. Od roku 1998 je vedoucí výzkumnou pracovnicí v National Geographic.
Earleová se jako první žena stala vedoucí výzkumu v Národním úřadu pro oceán a atmosféru v USA a byla časopisem Time Magazine v roce 1998 jako první v řadě označena titulem Hrdina pro planetu. Je také součástí skupiny Ocean Elders, která se věnuje ochraně oceánu a jeho fauně. Řád zlaté archy, Hubbardova medaile, Cena kněžny asturské za svornost, Cena TED, Národní ženská síň slávy, Doktorka věd na Edinburské univerzitě (2018) atd.

## Životopis
Sylvia Earleová získala bakalářský titul na Státní univerzitě na Floridě (1955), magisterský titul (1956) a doktorát z fykologie (1966) na Dukeově univerzitě. Stala se kurátorkou fykologie na Kalifornské akademii věd (1979–1986) a vědeckou pracovnicí na Kalifornské univerzitě v Berkeley (1969–1981), stipendistkou Radcliffe Institute (1967–1969), což je součást Harvardovy univerzity, kde také pokračovala ve výzkumu až do roku 1981. Od roku 1980 do roku 1984 působila v Národním poradním výboru pro oceány a atmosféru.
V roce 1982 se svým pozdějším manželem Grahamem Hawkesem založili Deep Ocean Engineering, kde navrhovali, provozovali a posuzovali pilotované a robotické podmořské systémy.
V roce 1985 tým techniků Deep Ocean Engineering navrhl a postavil výzkumnou ponorku Deep Rover, která se potápěla do hloubek až 1000 metrů. Earleová odešla ze společnosti v roce 1990 a byla jmenována vedoucí výzkumu v Národním úřadu pro oceán a atmosféru (National Oceanic and Atmospheric Administration), kde zůstala do roku 1992. V této funkci byla Earleová s ohledem na své odborné znalosti o působení ropných skvrn vyzvána, aby během války v Perském zálivu v roce 1991 vedla několik výzkumných cest k určení ekologické škody způsobené ničením ropných vrtů v Kuvajtu ze strany Iráku.
V roce 1992 Earleová založila Deep Ocean Exploration and Research (DOER Marine) pro rozvoj námořních technologií. Od roku 1998 je vedoucí výzkumnou pracovnicí National Geographic.
Vzhledem k jejím zkušenostem s úniky ropy Exxon Valdez a Mega Borg byla Earleová v roce 2010 povolána k posouzení katastrofy Deepwater Horizon v Mexickém zálivu.
Vedle své práce v Mission Blue působí také na několika výborech, včetně Institutu pro ochranu mořských živočichů.

## Mission Blue
V roce 2009 Sylvia Earleová založila Mission Blue (také známá jako Sylvia Earle Alliance, Deep Search Foundation a Deep Search). Snaží se zde zajistit veřejnou podporu celosvětové síti chráněných mořských oblastí, Hope Spots, dostatečně velkých, aby zachránily a obnovily modré srdce planety. Vizí Mission Blue je do roku 2030 dosáhnout 30% ochrany oceánu a doposud je v této misi podporovalo více než 200 organizací (2019). Velkou podporou jsou přednášky TED.
S Mission Blue a jejími partnery vedla Earleová expedice do Hope Spots po celém světě. Mezi expedice patřily: Kuba v roce 2009, Belize v lednu 2010, Galapážské souostroví v dubnu 2010, Kostarika a Středoamerický dóm na začátku roku 2014 a Jihoafrické pobřeží na konci roku 2014.
V srpnu 2014 Netflix vytvořil dokument s názvem „Mission Blue“. Zaměřuje se na život a kariéru Earleové a na její kampaň Mission Blue k vytvoření globální sítě chráněných mořských oblastí. Do roku 2020 vytvořila Mission Blue po celém světě 122 Hope Spots.